# Duts
Duts is een Vlaamse komische televisiereeks die in het najaar van 2010 werd uitgezonden op de publieke zender Canvas. De hoofdrol (Walter Duts) werd gespeeld door Herwig Ilegems, de bedenker en regisseur van de reeks.

## Rolverdeling

### Hoofdrollen
- Herwig Ilegems als Walter Duts
- Greta Van Langendonck als Annie
- Tania Kloek als Conny
- Steve Geerts als Danny
- Emilie Vloeberghs als Mieke

### Gastrollen
- Axel Daeseleire als zichzelf
- Matthias Schoenaerts als zichzelf
- Peter Gorissen als John
- Fien Maris - Sandra
- David Dermez als verzekeringsagent Filip Geudens
- Elke Dom als apothekersassistente Hildegard
- Lucas Van den Eynde als vader van Mieke
- Els Dottermans als moeder van Mieke
- Philippe Geubels als loodgieter
- Nele Goossens als Kaat
- Amara Reta als Paloma
- Karl-Heinz Lambertz als zakenman
- Jeroen Perceval en Tanya Zabarylo als overvallers
- Gert Portael als kassierster
- Louis van der Waal als jehova's getuige
- Manou Kersting en Stijn Cole als pakjesbezorgers
- Nico Sturm als Gerard
- Bruno Vanden Broecke als wijnkenner
- Tania Van der Sanden als Pascale Geudens
- Peter Van den Eede als psychiater
- Kim Hertogs als stagiaire
- Jos Verbist en Jan Decorte als patiënten

## Afleveringen
1. Jincheng
2. Bulgaarse wijnen
3. Lentekriebels
4. Hold Up
5. De psychiater
6. De nieuwe buurman
7. Walters verjaardagsfeest

## Trivia
- Het openingslied heet Rebel Rouser en is afkomstig van de Amerikaanse gitarist Duane Eddy. Ook van hem zijn de nummers Limbo Rock en Daydream te horen.
- Elke Dom, de actrice die Hildegard vertolkt waar Walter verliefd op wordt, is in het echte leven de partner van Herwig Ilegems.
- Een van opnamelocaties is een woning uit 1936 aan de Schooldreef in De Klinge (Sint-Gillis-Waas), die in de serie Gooreind(e) wordt genoemd